# Chung Nhu Mỹ
Chung Nhu Mỹ (tiếng Trung: 鍾柔美, tiếng Anh: Yumi Chung Yau Mei, sinh ngày 21 tháng 12 năm 2006), hay còn được biết đến với cái tên Yumi Belza Bayanin, là một nữ ca sĩ kiêm diễn viên người Philippines gốc Hồng Kông. Cô được biết đến là thành viên của nhóm nhạc nữ Hồng Kông After Class do TVB thành lập và quản lý vào năm 2021.
Sinh ra tại Hồng Kông, là con lai hai dòng máu Trung Quốc và Philippines, Yumi là một trong số 5 thí sinh cuối cùng lọt vào top 5 của cuộc thi tìm kiếm tài năng ca hát Thanh mộng truyền kỳ mùa đầu tiên do TVB. Hiện tại, Yumi đã hiện là nghệ sĩ hợp đồng người quản lý của TVB, đồng thời là nữ ca sĩ và thành viên nhóm nhạc "After Class" thuộc thương hiệu âm nhạc "All About Music" trực thuộc Giải trí Tinh Mộng.
Ngoài việc là một nghệ sĩ, Yumi còn là một học sinh trung học, hiện đang theo học tại trường trung học ECF Saint Too Canaan College từ năm 2018 đến nay và từng học tại trường tiểu học Holy Carpenter Primary School (2012 - 2018). Yumi theo học ca hát tại học viện ca hát cấp sao NG Music cùng giáo viên dạy nhạc Ngô Thiên Vỹ. Tên fandom của cô là  "Bột Gạo" (米粉).

## Tiểu sử
Chung Nhu Mỹ (Yumi) bắt đầu học hát từ năm 6 tuổi và cũng bắt đầu tham gia các cuộc thi ca hát từ lúc đó. Năm 7 8 tuổi, Yumi bắt đầu học nhảy múa, học qua nhiều thể loại nhảy múa khác nhau và bắt đầu đóng phim với vai trò là diễn viên nhí ở cả 2 mảng điện ảnh và truyền hình. Năm 9 tuổi, Yumi làm quen với hình thức biểu diễn ca hát đường phố. Ngoài ra, Yumi còn là học viên đã tốt nghiệp tại Trung tâm nghệ thuật Gia Yến MaMa của Tiết Gia Yến, và từng là thành viên của nhóm Honey Bees, cùng Tiết Gia Yến đi biểu diễn ở nhiều nơi, nhưng sau đó Yumi đã rời nhóm. Năm 10 tuổi, Yumi lần nữa cùng 6 bé gái khác hợp thành nhóm A Little Bit Shy, sau đó một thời gian cũng đã rời nhóm.
Vào ngày 15 tháng 8 năm 2021, Tiết Gia Yến, Quách Khả Doanh cùng con gái mình đã đến xem buổi concert  "Thanh • Mộng Phi Hành 聲•夢飛行 First Live On Stage" do Yumi cùng các huấn luyện viên và 14 thí sinh khác của Thanh Mộng Truyền Kỳ biểu diễn tại quảng trường MacPherson Vượng Giác, Hồng Kông. Trong một buổi phỏng vấn vào đêm concert, Quách Khả Doanh đã chia sẻ rằng bản thân cô cũng đánh giá cao Yumi.
Trong số 4 nữ ca sĩ được debut khi vẫn còn là học sinh trung học trong cuộc thi Thanh Mộng Truyền Kỳ, Yumi được công nhận là người có thành tích học tập tốt nhất, Yumi có thể duy trì được thành tích học tập tốt song song với việc thường xuyên ca hát, nhảy múa và biểu diễn; từng nhiều lần được truyền thông và các tiền bối khen ngợi.

## Sự nghiệp âm nhạc
Yumi từng tham gia hơn 100 cuộc thi ca hát và nhảy múa, trong đó nổi bật nhất là 2 cuộc thi: "Cuộc thi ca hát Đăng đường nhập thất" (登堂入室歌唱比賽) và "Thanh mộng truyền kỳ" (聲夢傳奇).

### Tham gia Đăng Đường Nhập Thất
Ngày 26 tháng 1 năm 2019, Chung Nhu Mỹ tham gia "Cuộc thi ca hát Đăng đường nhập thất" do Tập đoàn thể thao và giải trí Hồng Nhân Đường tổ chức. Trong cuộc thi, Yumi vừa hát vừa nhảy biểu diễn bài hát "Hoa hoa vũ trụ" (花花宇宙) của Trần Tuệ Lâm, gây được ấn tượng và đoạt giải quán quân.

### Tham gia Thanh Mộng Truyền Kỳ
Vào năm 2020, Chung Nhu Mỹ đã ghi danh tham gia chương trình tìm kiếm tài năng ca hát trên sóng truyền hình Hồng Kông "Thanh mộng truyền kỳ" và kết quả đã thành công lọt vào vòng trong. Sau khi tham gia cuộc thi, Yumi đã tạo nên được tình bạn sâu sắc cùng các thí sinh khác. Trong đó, vào Lần Triệu Tập Đầu Tiên, Yumi cùng với Windy Chiêm Thiên Văn và Chantel Diêu Trác Phi bởi vì cùng nhau biểu diễn ca khúc nổi tiếng "Đến đây chấm dứt" (到此為止) của Shiga Liên Thi Nhã mà tình bạn đã trở nên thân thiết hơn.
Ngày 9/7/2021, vào tập 12 của show, Yumi đã biểu diễn vừa hát vừa nhảy ca khúc "Thành phố hoang dã" (狂野之城) của Quách Phú Thành. Đoạn video biểu diễn "Thành phố hoang dã" của Yumi sau đó đã đạt được 1 triệu lượt xem trong 5 ngày, và cũng từng đứng ở vị trí top 1 on trending trên Youtube tại Hồng Kông, trở thành thí sinh thứ 3 trong show có phần biểu diễn cá nhân cán mốc 1 triệu lượt xem. Đây cũng là ca khúc tiếng Quảng Đông được trình bày với hình thức hát nhảy đầu tiên của chuơng trình đạt được 1 triệu lượt xem.
Ngày 19/7/2021, Yumi đã giành được vị trí thứ 3 chung cuộc tại trận chung kết của cuộc thi Thanh mộng truyền kỳ với điểm số đánh giá chuyên môn đứng vị trí thứ 2 từ ban giám khảo và số phiếu bầu đứng vị trí thứ 3 từ khán giả trong đêm chung kết.
Ngày 8/8/2021, đoạn video Yumi biểu diễn hát nhảy ca khúc "Tâm cấp nhân thượng" (心急人上) của Cookies ở tập 8 của chuơng trình được đăng tải trước đó trên Youtube lại tiếp tục đạt đến 1 triệu lượt xem, đây là bài hát thứ hai của Yumi trong cuộc thi đạt hơn 1 triệu lượt xem.
Từ ngày 12 đến 15/8/2021, các huấn luyện viên của show cùng 15 thí sinh đã ở quảng trường MacPherson Vượng Giác Hồng Kông biểu diễn concert "Thanh - Mộng Phi Hành 聲•夢飛行 First Live On Stage" trong 4 đêm, đây cũng là concert bán vé công khai đầu tiên mà Yumi tham gia.
Ngày 13/8/2021, đoạn video biểu diễn hát nhảy "Thành phố hoang dã" của Yumi trên Youtube lại tiếp tục cán mốc 2 triệu lượt xem, trở thành thí sinh thứ 3 trong show có đoạn video biểu diễn đạt được 2 triệu lượt xem.
Ngày 15 tháng 10 năm 2021, đoạn video biểu diễn bài hát "Dù cho thế giới không có đồng thoại" do Yumi cùng hợp xướng với huấn luyện viên Vệ Lan ở tập 11 của chuơng trình được đăng tải trước đó trên Youtube đã cán mốc 1 triệu lượt xem.
Ngày 10 tháng 1 năm 2022, phần trình diễn hát nhảy bài hát "Tâm tình đêm thứ tư" của Quách Phú Thành do Yumi biểu diễn vào đêm chung kết của chuơng trình được đăng tải trước đó trên Youtube đã cán mốc 1 triệu lượt xem, tiếp tục trở thành bài hát thứ tư của Yumi chạm mốc 1 triệu lượt xem.

#### Quá trình thi đấu
Lưu ý: Hình thức chấm điểm của "Thanh mộng truyền kỳ" được chấm theo thang điểm 25, tương ứng với 25 giám khảo chuyên môn của mỗi tập, điểm số của thí sinh được tính dựa trên số đèn mà 25 giám khảo bật lên cho thí sinh đó.
| Tập                              | Ngày phát sóng | Bài hát biểu diễn                             | Người hát cùng                                                                                       | Ghi chú |
| -------------------------------- | -------------- | --------------------------------------------- | --- | --- |
| Lần triệu tập đầu tiên (Prelude) | 3/1/2021       | "Đến đây chấm dứt"/ Liên Thi Nhã              | Windy Chiêm Thiên Văn, Chantel Diêu Trác Phi                                                         | Tập giới thiệu không tính điểm |
| 1                                | 10/4/2021      | "Thiên song"/ Dung Tổ Nhi                     | — | Đấu cá nhân, là thí sinh ra sân đầu tiên giành được 15 điểm và thăng cấp |
| 4                                | 1/5/2021       | "Nữ thần"/ Trịnh Hân Nghi                     | — | Đấu đồng đội, thua trận, ra trận thi đấu với tư cách đội viên BlueTeam, giành được 3 điểm cho đội và thăng cấp |
| 5                                | 8/5/2021       | "How You Like That"/ Blackpink                | Aeren Văn Khải Đình                                                                                  | Đấu đồng đội, thua trận, ra trận thi đấu với tư cách đội viên BlueTeam cùng với trợ nhảy Gigi Viêm Minh Hy, Kaitlyn Lâm Quân Liên, giành được 7 điểm cho đội |
| 6                                | 15/5/2021      | "Lydia"/ F.I.R.                               | Gigi Viêm Minh Hy, Steven Tôn Hán Lâm, Felix Lâm Trí Lạc, Kaitlyn Lâm Quân Liên, Aeren Văn Khải Đình | Đấu đồng đội, thua trận, Toàn đội ra sân thi đấu với tư cách đội viên Blue, giành được 2 điểm cho đội và thăng cấp |
| 7                                | 22/5/2021      | "Nhảy múa đường phố"/ Trần Tuệ Nhàn           | Aeren Văn Khải Đình                                                                                  | Đấu đồng đội, thắng trận, ra trận thi đấu với tư cách đội viên BlueTeam, giành được 21 điểm cho đội và thăng cấp |
| 8                                | 5/6/2021       | "Tâm cấp nhân thượng"/ Cookies                | — | Đấu đồng đội, thắng trận, ra trận thi đấu với tư cách đội viên BlueTeam, giành được 19 điểm cho đội và thăng cấp |
| 11                               | 26/6/2021      | "Dù cho thế giới không có đồng thoại"/ Vệ Lan | Huấn luyện viên Vệ Lan                                                                               | Đấu cá nhân, thí sinh hợp xướng cùng huấn luyện viên, giành được 20 điểm và thăng cấp. Được giám khảo Lý Chí Cương đánh giá có kĩ thuật ca hát tốt |
| 12                               | 3/7/2021       | "Thành phố hoang dã"/ Quách Phú Thành         | — | Đấu cá nhân, giành được 20 điểm và thăng cấp. Phần trình diễn được cả hiện trường vỗ tay khen ngợi, khiến cho huấn luyện viên Vịnh Nhi không ngừng rơi nước mắt và được giám khảo Trương Giai Thiêm nhận xét rằng thực lực đã có thể ra mắt                                                                                            |
| 13                               | 17/7/2021      | "Nghỉ hè hoàn toàn"/ Dung Tổ Nhi              | Aeren Văn Khải Đình                                                                                  | Đấu cá nhân, đối chiến một đấu một, giành được 23 điểm, điểm số cao nhất và thăng cấp vào chung kết |
| 14 (Chung kết)                   | 19/7/2021      | "Tâm Tình Đêm Thứ Tư"/ Quách Phú Thành        | — | Đấu cá nhân, giành được 17 điểm, điểm chuyên môn ở vị trí thứ 2, cộng thêm số phiếu bình chọn của khán giả trở thành thí sinh đứng vị trí thứ 3 chung cuộc. Được giám khảo cấp sao Tô Vĩnh Khang khen ngợi rất biết cách tận hưởng sân khấu và Yumi cũng là thí sinh duy nhất trong trận chung kết nhận được lời khen từ Tô Vĩnh Khang |

### Sau khi ra mắt
Vào tháng 10/2021, Chung Nhu Mỹ đã ra mắt bài hát "Không muốn nằm yên" là nhạc chủ đề của bộ phim "Thanh niên tâm thành chi Sanh khởi thanh xuân" được phát sóng vào khung giờ cuối tuần trên TVB Jade. Sau khi phát hành bài hát này, Yumi được xem là người thứ hai được phát hành bài hát cá nhân của bản thân trong số 15 ca sĩ xuất thân từ "Thanh mộng truyền kỳ" và cũng là người đầu tiên trong số 15 ca sĩ Thanh Mộng hát nhạc phim của TVB, tuy nhiên bài hát này không được phát hành trên các nền tảng âm nhạc như các bài hát khác, cũng như không được phái đài và quay MV chính thức.
Vào ngày 27/11/2021 dưới sự sắp xếp đột ngột của công ty Ái Bạo Âm Nhạc, Yumi đã cùng Chiêm Thiên Văn và Viêm Minh Hy, Diêu Trác Phi hợp thành nhóm nhạc nữ mang tên After Class phát hành bài hát "Hãy vì hồi ức hôm nay" .
Tháng 12/2021, bộ phim mà Yumi tham gia diễn xuất "Thanh xuân bản ngã" được phát sóng, trong phim Yumi đóng vai Diệp Mẫn Nhi vì có mong muốn trở thành nữ đại biểu học sinh mà bị bắt nạt và cô lập, và Yumi cũng là ca sĩ hát bài nhạc đệm "Kẻ ngốc" của bộ phim này, được khen ngợi hát ra được nỗi đau buồn của những người bị bắt nạt, đồng thời được tờ báo BastillePost đưa tin. Bài hát từng lên no.1 bảng xếp hạng iTunes tại khu vực Hồng Kông và cũng đứng top 3 phổ biến Youtube khu vực Hồng Kông.
Ngày 4/2/2022, Yumi tuyên bố phát hành ca khúc cá nhân và cũng là đĩa đơn đầu tiên của mình "Breakin' My Heart" trên đài 903 thông qua một phỏng vấn, chính thức dùng thân phận cá nhân để phát hành bài hát, đây cũng là bài hát cá nhân đầu tiên được phái đài tranh giải bảng xếp hạng của Yumi. Ngày 5/2/2022, Yumi chính thức đăng tải MV của bài hát "Breakin' My Heart" lên kênh Youtube cá nhân. Ngày 11/2/2022, phía công ty quản lý bắt đầu đăng tải bài hát  "Breakin' My Heart" của Yumi lên các nền tảng âm nhạc (JOOX, KKbox, iTunes, Spotify, MOOV, Apple Music...). Bài hát sau đó cũng từng lên no.1 bảng xếp hạng iTunes tại khu vực Hồng Kông và top 3 on trending Youtube khu vực Hồng Kông. Không lâu sau đó, MV chính thức của bài hát Breakin' My Heart đã cán mốc 1 triệu views trên Youtube, bài hát này cũng từng xuất hiện trên các bảng xếp hạng ca khúc tại Nhật Bản.

## Tác phẩm diễn xuất

### Phim truyền hình
| Năm  | Tên Việt hóa/ Tên Hán Việt                                 | Tên phim gốc     | Vai diễn                  | Ghi chú |
| ---- | ---------------------------------------------------------- | ---------------- | ------------------------- | ------- |
| TVB  |                                                            |                  |                           |         |
| 2015 | Nghịch Chiến Đường Tây/ Thu Quy Hoa                        | 收規華           | Lương Tâm (Thời thơ ấu)   |         |
| 2016 | Anh Hùng Thành Trại/ Thành Trại Anh Hùng                   | 城寨英雄         |                           |         |
| 2017 | Tình Thương Của Mẹ Hổ/ Thân Thân Ngã Hảo Ma                | 親親我好媽       | Tân Giới                  |         |
| 2017 | Cạm Bẫy Thương Trường/ Dự Điệp Đồng Mưu                    | 與諜同謀         | Trâu Bội Hồ (Thời thơ ấu) |         |
| 2017 | Cuộc Chiến Nữ Quyền/ Bình An Cốc chi Quỷ Cốc Truyền Thuyết | 平安谷之詭谷傳說 | Ngũ Tiểu Thúy             |         |
| 2021 | Thanh Xuân Trong Tôi/ Thanh Xuân Bản Ngã                   | 青春本我         | Diệp Mẫn Nhi (Yumi Yip)   |         |

### Chương trình truyền hình
| Năm      | Tên chương trình                                      | Tên gốc                       | Ghi chú |
| -------- | ----------------------------------------------------- | ----------------------------- | --- |
| TVB      |                                                       |                               | |
| Năm 2015 | Think Big Đại Minh Tinh                               | Think Big大明星               | Tham gia vào tập 14, biểu diễn ca khúc Proud Of You (我的驕傲) |
| Năm 2020 | Khánh đài lần thứ 53                                  | 萬千星輝賀台慶                | Dàn thí sinh Thanh Mộng Truyền Kỳ lần đầu xuất hiện |
| Năm 2021 | Giải thưởng thường niên TVB                           | 萬千星輝頒獎典禮2020          | Người trao giải Ca khúc chủ đề được yêu thích nhất |
| Năm 2021 | Thanh Mộng Truyền Kỳ - Prelude Lần Triệu Tập Đầu Tiên | 聲夢傳奇 第一次召集           | Biểu diễn ca khúc Đến Đây Chấm Dứt (cùng với Windy Chiên Thiên Văn và Chantel Diêu Trác Phi) |
| Năm 2021 | Thanh Mộng Truyền Kỳ - Call Out Tiếp Tục Triệu Tập    | 聲夢傳奇 繼續召集             | Tham dự cùng các thí sinh khác của Thanh Mộng Truyền Kỳ (chia sẻ về chuyện tình cảm của các thí sinh) |
| Năm 2021 | Thanh Mộng Truyền Kỳ                                  | 聲夢傳奇                      | Thí sinh dự thi - BlueTeam (đội xanh) - Và cũng là người đứng vị trí thứ 3 chung cuộc của cuộc thi |
| Năm 2021 | Thanh Mộng Và Những Câu Chuyện                        | Staries聲夢定時動態           | Show hậu trường của Thanh Mộng Truyền Kỳ |
| Năm 2021 | Khai Tâm Đại Tổng Nghệ                                | 開心大綜藝                    | Tập 10, biểu diễn Học Được Cách Bay Khi Theo Đuổi Ước Mơ (hát cùng các thí sinh khác của Thanh Mộng Truyền Kỳ), Hồng Nhật (hát cùng Lý Khắc Cần và các thí sinh khác của Thanh Mộng Truyền Kỳ) |
| Năm 2021 | Tình Yêu Sưởi Ấm Vạn Trái Tim                         | 明愛暖萬心                    | Biểu diễn Tán Thưởng (Hát cùng Viêm Minh Hy, Tiển Tĩnh Phong, Hà Tấn Lạc, Diêu Trác Phi, Văn Khải Đình) |
| Năm 2021 | Thanh Mộng Truyền Kỳ - Truyền Kỳ Ra Đời               | 聲夢傳奇 傳奇誕生             | Tiết mục trò chuyện của các thí sinh cùng huấn luyện viên và giám khảo sau đêm chung kết |
| Năm 2021 | Thanh Mộng Phi Hành                                   | 聲•夢飛行 First Live On Stage | Concert đầu tiên của các thí sinh Thanh Mộng Truyền Kỳ |
| Năm 2021 | Nhi Ca Kim Khúc                                       | 兒歌金曲SUMMERFEST            | Biểu diễn "Mộng" - Nhạc chủ đề Doraemon bản tiếng Quảng (Hát cùng Chiêm Thiên Văn, Diêu Trác Phi, Văn Khải Đình), "Hands Up" (Hát cùng Chiêm Thiên Văn, Diêu Trác Phi) |
| Năm 2021 | Đêm Chung Kết Hoa Hậu Hồng Kông 2021                  | 2021香港小姐競選決賽          | Biểu diễn Nước Mắt Của Tình Nhân (情人的眼淚) - Hát cùng Viêm Minh Hy, Tiển Tĩnh Phong, Chiêm Thiên Văn, Huỳnh Dịch Bân, Hà Tấn Lạc |
| Năm 2021 | Khánh đài lần thứ 54 (hướng đến 55)                   | 萬千星輝賀台慶2021            | Hát nhảy bài Tỏa Sáng Tỏa Nhiệt ở phần mở màn khánh đài (cùng Chiêm Thiên Văn, Văn Khải Đình, Diêu Trác Phi) Hợp xướng Lời Nguyện Cầu Của Thiếu Nữ và Chung Thân Mỹ Lệ - hát cùng các nghệ sĩ nữ trực thuộc các công ty đĩa nhạc khác nhau tại Hồng Kông. Hợp xướng Hồng Nhật - hát cùng Lý Khắc Cần và các ca sĩ xuất thân từ Thanh Mộng                                     |
| Năm 2021 | Hoan Lạc Mãn Đông Hoa                                 | 歡樂滿東華2021                | Hát bài Lời Nguyện Cầu Của Thiếu Nữ Hợp xướng bài Hãy Vì Hồi Ức Hôm Nay (cùng các thành viên khác của After Class) |
| Năm 2021 | Ánh Sao Lấp Lánh Chiếu Rọi Thiện Lương                | 星光熠熠耀保良 2021           | Hợp xướng bài Hãy Vì Hồi Ức Hôm Nay (cùng các thành viên khác của After Class) - vì sự cố bên phía hậu đài mà Yumi và Windy (Chiêm Thiên Văn) đã cầm nhầm mic của nhau, khiến cho lúc biểu diễn cả hai không nghe được giọng của mình trong tai nghe, chỉ nghe được giọng của đối phương. Tuy nhiên, cả hai đã ứng biến ngay sau đó và tiếp tục hoàn thành tốt phần biểu diễn |

### Điện ảnh
| Năm phát sóng | Tên phim                                                                                | Vai diễn |
| Năm 2017      | Transformed                                                                             | Rose     |
| Năm 2018      | 朝花夕拾 • 芳華絕代 - 拾芳 (phim điện ảnh tri ân thiên hậu Anita Mui - Mai Diễm Phương) | Olivia   |

### Phim ngắn
| Năm phát sóng | Tên phim                       | Vai diễn | Ghi chú                                                                            |
| Năm 2019      | Tôi Không Hạnh Phúc (我不開心) | Yumi     | Đóng cùng tiền bối - diễn viên Âu Thoại Vỹ (Yumi đóng vai con gái của Âu Thoại Vỹ) |
|               | Búp bê (娃娃)                  |          |                                                                                    |

### MV âm nhạc
| Năm phát hành | Tên bài hát                       | Ca sĩ               | Ghi chú                                                                            |
| 2014          | Em Tuyệt Nhất (你最好) All Of You | Vương Tử Hiên       | Đóng cùng các bạn học trong Trung tâm nghệ thuật Gia Yến MaMa                      |
| 2019          | Tôi Không Hạnh Phúc (我不開心)    | Tô Vỹ Kiều (蘇煒喬) | Đóng cùng tiền bối - diễn viên Âu Thoại Vỹ (Yumi đóng vai con gái của Âu Thoại Vỹ) |

## Tác phẩm âm nhạc
| Năm phát hành | Bài hát                                                   | Ghi chú |
| Năm 2021      | "Học Được Cách Bay Khi Theo Đuổi Ước Mơ" (造夢時學會飛行) | Nhạc chủ đề Thanh Mộng Truyền Kỳ (Hát cùng toàn thể thí sinh Thanh Mộng Truyền Kỳ mùa đầu tiên)                                                              |
| Năm 2021      | "Đoạt Kim" (奪金)                                         | Nhạc chủ đề chương trình Olympic Tokyo 2020 phát sóng trên đài truyền hình của TVB (Hát cùng toàn thể huấn luyện viên và thí sinh Thanh Mộng Truyền Kỳ)      |
| Năm 2021      | "Mộng" (夢)                                               | Hát lại nhạc chủ đề "Doraemon" bản tiếng Quảng năm 2021 (Hát cùng Chiêm Thiên Văn, Diêu Trác Phi, Văn Khải Đình)                                             |
| Năm 2021      | "Hands Up"                                                | Nhạc chủ đề tiết mục nhi đồng của TVB "Hands Up" (Hát cùng Chiêm Thiên Văn, Diêu Trác Phi)                                                                   |
| Năm 2021      | "Không Muốn Nằm Yên"                                      | Nhạc chủ đề phim truyền hình "Thanh Niên Tâm Thành chi Sanh Khởi Thanh Xuân"                                                                                 |
| Năm 2021      | "Hãy Vì Hồi Ức Hôm Nay"                                   | Hát cùng Chiêm Thiên Văn, Viêm Minh Hy, Diêu Trác Phi. Ra mắt bài hát với danh nghĩa nhóm nhạc After Class trực thuộc Ái Bạo Âm Nhạc                         |
| Năm 2021      | "Tự Mình Ứng Cử (I Me Mine Myself)"                       | Nhạc giữa phim "Thanh Xuân Bản Ngã" (Thanh Xuân Trong Tôi) Hát cùng Chiêm Thiên Văn, Văn Khải Đình, Lâm Quân Liên, Phan Tĩnh Văn                             |
| Năm 2021      | "Kẻ Ngốc"                                                 | Nhạc giữa phim "Thanh Xuân Bản Ngã" (Thanh Xuân Trong Tôi)                                                                                                   |
| Năm 2022      | "Thanh Xuân Bất Yếu Liễm" (Bản Lĩnh Tuổi Trẻ)             | Nhạc chủ đề phim "Thanh Xuân Bất Yếu Liễm" (Bản Lĩnh Tuổi Trẻ) Hợp xướng cùng Chiêm Thiên Văn, Lâm Chỉ Nghệ, Tiển Tĩnh Phong, Trương Trì Hào, Huỳnh Dịch Bân |
| Năm 2022      | "#Tức Ảnh Tức Hữu" (Chụp Xong Thân Liền)                  | Nhạc giữa phim "Thanh Xuân Bản Ngã" (Thanh Xuân Trong Tôi) Hát cùng Viêm Minh Hy, Diêu Trác Phi                                                              |
| Năm 2022      | "Cùng Hướng Về Tương Lai"                                 | Cùng các ca sĩ khác hợp xướng (Nhạc chủ đề "Thế vận hội mùa đông Bắc Kinh 2022 " của TVB)                                                                    |
| Năm 2022      | "Breakin' My Heart"                                       | Tác phẩm cá nhân đầu tiên được chính thức phái đài sau khi debut                                                                                             |
| Năm 2022      | "Dưới Núi Sư Tử - Đồng Lòng Chống Dịch"                   | Cùng các ca sĩ khác hợp xướng (Một bài hát chống dịch do TVB sản xuất để cổ vũ toàn Hồng Kông cùng vượt qua làn sóng COVID-19 lần thứ 5 ở Hồng Kông)         |

### Thành tích phái đài các bài hát
Ghi chú:  "Phái đài " tức là bài hát được công ty quản lý cho phép ca sĩ được đề cử tranh giải trên các bảng xếp hạng cũng như được phát sóng rộng rãi trên các đài phát nhạc/ kênh radio tại Hồng Kông. Các ca sĩ trong nhạc đàn phải có bài hát được phái đài mới có thể nhận được đề cử tranh các giải thưởng ca khúc tại các lễ trao giải âm nhạc của Hồng Kông. (Hai bài hát cá nhân Không Muốn Nằm Yên và Kẻ Ngốc của Yumi trước đó được phát hành vào năm 2021, tuy nhiên vì không được công ty cho phép phái đài nên Yumi không thể tranh giải người mới và giải nữ ca sĩ tại các lễ trao giải âm nhạc 2021 ở Hồng Kông. Do đó, Breakin' My Heart được phát hành vào đầu năm 2022 trở thành bài hát cá nhân được phái đài đầu tiên của Yumi).
| Thành tích phái đài các bài hát (5 Đài) | Thành tích phái đài các bài hát (5 Đài) | Thành tích phái đài các bài hát (5 Đài) | Thành tích phái đài các bài hát (5 Đài) | Thành tích phái đài các bài hát (5 Đài) | Thành tích phái đài các bài hát (5 Đài) | Thành tích phái đài các bài hát (5 Đài) | Thành tích phái đài các bài hát (5 Đài) |
| --------------------------------------- | --------------------------------------- | --------------------------------------- | --------------------------------------- | --------------------------------------- | --------------------------------------- | --------------------------------------- | --- |
| Album                                   | Bài hát                                 | 903                                     | RTHK                                    | 997                                     | TVB                                     | ViuTV                                   | Ghi chú |
| Năm 2021                                |                                         |                                         |                                         |                                         |                                         |                                         | |
|                                         | Đoạt Kim                                | -                                       | ×                                       | ×                                       | 1                                       | ×                                       | Ca khúc quán quân đầu tiên Nhạc chủ đề chương trình Olympic Tokyo 2020 phát sóng trên đài truyền hình của TVB (Hát cùng toàn thể huấn luyện viên và thí sinh Thanh Mộng Truyền Kỳ) |
|                                         | Mộng                                    | ×                                       | ×                                       | ×                                       | -                                       | ×                                       | Nhạc chủ đề phim hoạt hình DORAEMON (bản tiếng Quảng) - hát cùng Chiêm Thiên Văn, Văn Khải Đình, Diêu Trác Phi |
| Năm 2022                                |                                         |                                         |                                         |                                         |                                         |                                         | |
|                                         | Breakin' My Heart                       | 2 (top 2 - ca khúc đạt á quân)          | 3 (top 3 - ca khúc đạt quý quân)        | 1 (top 1 - ca khúc đạt quán quân)       | 1 (top 1 - ca khúc đạt quán quân)       | ×                                       | Tác phẩm cá nhân đầu tiên được chính thức phái đài sau khi debut - Bảng xếp hạng ca khúc trung văn đạt HIT tại Canada: 9 (top 9) - Bảng xếp hạng ca khúc nghe nhiều trên iTunes (khu vực Hồng Kông): 1 - Bảng xếp hạng đề cử âm nhạc CT: 1 - Meeeepmore Asia Bảng xếp hạng âm nhạc người hoa nổi tiếng (華人Famous音樂排行榜): 1 - Bảng xếp hạng 10 bài hát được nghe nhiều - khu vực Hồng Kông (檸音樂狂熱十大): 1 - Bảng xếp hạng VIP (VIP音樂榜): 1 |

| Tổng số ca khúc quán quân | Tổng số ca khúc quán quân | Tổng số ca khúc quán quân | Tổng số ca khúc quán quân | Tổng số ca khúc quán quân | Tổng số ca khúc quán quân           |
| ------------------------- | ------------------------- | ------------------------- | ------------------------- | ------------------------- | ----------------------------------- |
| 903                       | RTHK                      | 997                       | TVB                       | ViuTV                     | Ghi chú                             |
| 0                         | 0                         | 1                         | 2                         | 0                         | Tổng số lần được quán quân 5 đài: 0 |

- (*) Đang lên top
- (-) Chưa thể lên bảng
- (×) Không được phái đài ở đài đó

### Thành tích nhạc phái đài trên các nền tảng âm nhạc
| Bài hát           | Khu vực   | Nền tảng âm nhạc | Hạng mục                                            | Xếp hạng |
| ----------------- | --------- | ---------------- | --------------------------------------------------- | -------- |
| Breakin' My Heart | Hồng Kông | iTunes           | Bảng xếp hạng ca khúc nghe nhiều (ca khúc trending) | 1        |
| Breakin' My Heart | Hồng Kông | KKBOX            | Bảng xếp hạng nhạc mới trong khu vực                | 16       |
| Breakin' My Heart | Hồng Kông | JOOX             | Bảng đề cử ca khúc mới                              | 9        |
| Breakin' My Heart | Hồng Kông | JOOX             | Bảng xếp hạng nghe nhiều trong khu vực              | 11       |
| Breakin' My Heart | Hồng Kông | MOOV             | Bảng xếp hạng top 100 nhạc mới trong khu vực        | 33       |

## Concerts/Live shows
| Thời gian                    | Tên concert                                                                                      | Số ngày biểu diễn | Địa điểm tổ chức                                                                                      | Ghi chú |
| ---------------------------- | ------------------------------------------------------------------------------------------------ | ----------------- | --- | --- |
| Ngày 22 tháng 9 năm 2018     | Đêm nhạc từ thiện đồng hành cùng trái tim trẻ thơ lần thứ 4 - 第四屆童心同行慈善音樂晚會         | 1                 | Sân khấu biểu diễn nghệ thuật Jockey Club, Đại học Bách Khoa Hồng Kông                                | |
| Ngày 12-15 tháng 8 năm 2021  | Thanh Mộng Phi Hành - 聲•夢飛行 First Live On Stage                                              | 4                 | Sân vận động Macpherson, Vượng Giác                                                                   | Concert đầu tiên của các thí sinh Thanh mộng truyền kỳ Biểu diễn ca khúc Học Được Cách Bay Khi Theo Đuổi Ước Mơ và Nghỉ Hè Hoàn Toàn (cùng 14 ca sĩ xuất thân từ Thanh Mộng) - biểu diễn từ đêm 12 đến đêm 15 Hát nhảy ca khúc Thành Phố Hoang Dã - biểu diễn từ đêm 12 đến đêm 15 Hát nhảy ca khúc Nhảy Múa Đường Phố (hát cùng Windy Chiêm Thiên Văn và Aeren Văn Khải Đình) - biểu diễn từ đêm 12 đến đêm 15 Biểu diễn ca khúc Trạm Kế Tiếp Thiên Hậu - biểu diễn từ đêm 12 đến đêm 15 Hợp xướng ca khúc Dù Thế Giới Không Có Đồng Thoại (hợp xướng cùng Janice Vidal - một trong các huấn luyện viên ca sĩ của Thanh Mộng Truyền Kỳ) - chỉ biểu diễn vào đêm 15 Hát nhảy How You Like That và Chotto Đẳng Đẳng (hát cùng Chiêm Thiên Văn, Viêm Minh Hy, Diêu Trác Phi) - biểu diễn từ đêm 12 đến đêm 15 Encore: Hợp xướng ca khúc Ghép Hình (hát cùng 14 ca sĩ xuất thân từ Thanh Mộng) - biểu diễn từ đêm 12 đến đêm 15 |
| Ngày 26 tháng 8 năm 2021     | Concert Hồi ức tập thể 30+ Metro (Kỉ niệm thành lập đài Tân Thành) - 新城30+集體回憶音樂會       | 1                 | Hội trường 5B, C của Trung tâm Hội nghị và Triển lãm Hồng Kông                                        | Cùng với Hồ Hồng Quân, Chiêm Thiên Văn, Viêm Minh Hy, Văn Khải Đình |
| Ngày 1 tháng 9 năm 2021      | Concert từ thiện "JAM SOUND " lần thứ 9 - 第九屆「眾樂樂JAM SOUND慈善音樂會」                    | 1                 | | Biểu diễn ca khúc Trạm Kế Tiếp Thiên Hậu và hát nhảy ca khúc Thành Phố Hoang Dã |
| Ngày 4 tháng 9 năm 2021      | Nhi ca kim khúc SUMMERFEST - 兒歌金曲SUMMERFEST                                                  | 1                 | TVB City                                                                                              | Nhảy và hát "Mộng", "Hands Up " |
| Ngày 16-17 tháng 10 năm 2021 | Buổi hòa nhạc phong cách Ngũ Trọng Hành (phần tiếp theo)                                         | 2                 | Star Hall, Trung tâm triển lãm và thương mại quốc tế Vịnh Cửu Long (gọi tắt là Cửu Triển - Star Hall) | Biểu diễn ca khúc "Người Yêu Dưới Bầu Trời Sao" - biểu diễn vào đêm 16 và 17 Hát nhảy ca khúc "Phong Liễu" - biểu diễn vào đêm 16 và 17 Cùng Archie Tiển Tĩnh Phong hợp xướng ca khúc "Thật Ra Trong Lòng Anh Có Em Không" - biểu diễn vào đêm 16 Cùng Archie Tiển Tĩnh Phong hợp xướng ca khúc "Sẽ Qua Thôi" - biểu diễn vào đêm 17 |
| Ngày 23 tháng 11 năm 2021    | Fubon GO x Thanh Mộng Truyền Kỳ "Hát Ra Tấm Lòng Ban Đầu" - Fubon GO x 聲夢傳奇 "唱出初心"       | 1                 | Sảnh tiệc lớn, quảng trường Mira Place, Tiêm Sa Chủy                                                  | Biểu diễn ca khúc Dù Thế Giới Không Có Đồng Thoại và hát nhảy ca khúc Thành Phố Hoang Dã |
| Ngày 1 tháng 1 năm 2022      | Concert Thanh Mộng Duy Cảng Party Together 2022 - 聲夢維港Party Together演唱會2022               | 1                 | Không gian tổ chức sự kiện gần biển ở Trung Hoàn                                                      | Biểu diễn ca khúc Học Được Cách Bay Khi Theo Đuổi Ước Mơ (cùng 11 ca sĩ xuất thân từ Thanh Mộng) Hợp xướng ca khúc Tin Rằng Tất Cả Là Sự An Bài Tốt Nhất và Chưa Từng Thấy Sự Kiêu Ngạo Của Thế Gian Vừa hát vừa thổi saxophone ca khúc Dù Thế Giới Không Có Đồng Thoại (hợp xướng cùng Lolita Thái Khải Dĩnh) Hát nhảy ca khúc Rủi Ro An Ninh Mạng Biểu diễn ca khúc Hãy Vì Hồi Ức Hôm Nay (hát cùng các thành viên khác của After Class) Encore: hợp xướng Học Được Cách Bay Khi Theo Đuổi Ước Mơ (cùng 13 ca sĩ xuất thân từ Thanh Mộng) |
| Ngày 22 tháng 3 năm 2022     | Concert Watch From Home                                                                          | 1                 | Trực tiếp toàn cầu qua mạng (chỉ độc quyền phát trực tiếp với các tài khoản đã mua vé xem online)     | Biểu diễn các ca khúc Kẻ Ngốc, Cáo Biệt Hiệu Viên Thời, Khó Có Được Tình Nhân, Luyến Ái Dự Cáo, Tâm Cấp Nhân Thượng, Long Trọng Đăng Trường, Không Muốn Nằm Yên, Breakin'My Heart, Hãy Vì Hồi Ức Hôm Nay, Câu Chuyện Nhỏ |
| Ngày 2 tháng 7 năm 2022      | Đài Tân Thành: Live Show Bạn Tốt - Hương Vị Ngày Hè (Chủ đề ngày hè, hát nhạc R&B và nhạc nhanh) | 1                 | Trực tiếp qua mạng (chỉ độc quyền phát trực tiếp với các tài khoản đã mua vé xem online)              | Tiết mục mở đầu "làm nóng thử giọng ": cùng Angela Hứa Tĩnh Vận hợp xướng Đảo Nhiệt Ái, Kỳ Nghỉ Nóng Bỏng, LaLa Thế Giới Biểu diễn cá nhân: Hát bài Cách Trả Thù Lãng Mạn và Breakin' My Heart Cùng Gin Lee Lý Hạnh Nghê và Angela Hứa Tĩnh Vận hợp xướng Full Moon Party và On The Road |

## Quảng cáo và làm người đại diện
| Năm  | Nhãn hàng/ Thương hiệu |
| ---- | --- |
| 2016 | KFC |
| 2021 | Soap Studio |
| 2021 | LongChamp - Le Pliage Green (cùng với Gigi Viêm Minh Hy và Chantel Diêu trác Phi)                                                                        |
| 2021 | Ngân hàng Phú Bang【Fubon GO x "Thanh Mộng phi hành FIRST LIVE ON STAGE" 】 (cùng với các thí sinh khác của Thanh mộng truyền kỳ)                        |
| 2021 | FILA (cùng với Windy Chiêm Thiên Văn và Chantel Diêu Trác Phi)                                                                                           |
| 2021 | Tập đoàn Tín Hòa S+Reward |
| 2021 | Ngân hàng Phú Bang Fubon GO x Thanh Mộng Truyền Kỳ "Hát Ra Tấm Lòng Ban Đầu - Sing-along with us" (cùng với các ca sĩ xuất thân từ Thanh mộng truyền kỳ) |
| 2021 | STACCATO Show Us Your Change Challenge (STACCATO Cho chúng tôi thấy thử thách thay đổi của bạn)                                                          |
| 2022 | 大家樂 - Good Buy Class (đại diện cùng Aska Trương Trì Hào và Kaitlyn Lâm Quân Liên)                                                                     |
| 2022 | Ray-Ban HK (quảng cáo qua mạng) |
| 2022 | Nikon Hong Kong (Nikon Z30 – Yumi拍Vlog無難度/Yumi quay Vlog không khó chút nào)                                                                         |
| 2022 | 保良局慈善劍擊比賽 (Cục Bảo Lương cuộc thi kiếm kích từ thiện) - Quay phim tuyên truyền, làm đại sứ thanh niên của Cục Bảo Lương (hội từ thiện tại HK)   |
| 2022 | 恒基兆業地產【MCP新都城中心大派福利｜送Yumi簽名手幅】 |
| 2022 | Doughnut (quảng cáo qua mạng) |
| 2022 | 大家樂「全新Club 100 易.0」 |

## Giải thưởng
Danh sách này không đầy đủ, bạn cũng có thể giúp mở rộng danh sách.
| Năm  | Thân phận                           | Cuộc thi             | Hạng mục giải thưởng                         | Kết quả |
| ---- | ----------------------------------- | -------------------- | -------------------------------------------- | ------- |
| 2019 | Yumi Chung Nhu Mỹ (thí sinh dự thi) | Đăng Đường Nhập Thất |                                              | Hạng 1  |
| 2021 | Yumi Chung Nhu Mỹ (thí sinh dự thi) | Thanh Mộng Truyền Kỳ | Điểm số đánh giá chuyên môn từ ban giám khảo | Hạng 2  |
| 2021 | Yumi Chung Nhu Mỹ (thí sinh dự thi) | Thanh Mộng Truyền Kỳ | Số liệu votes từ phía khán giả               | Hạng 3  |
| 2021 | Yumi Chung Nhu Mỹ (thí sinh dự thi) | Thanh Mộng Truyền Kỳ | Kết quả chung cuộc                           | Hạng 3  |

### Giải thưởng sau khi gia nhập TVB
| Năm  | Lễ trao giải                                                 | Hạng mục                                                   | Tác phẩm                                                  | Kết quả   | Ghi chú |
| ---- | ------------------------------------------------------------ | ---------------------------------------------------------- | --------------------------------------------------------- | --------- | --- |
| 2021 | 萬千星輝頒獎典禮2021 (Lễ Trao Giải Thường Niên TVB Năm 2021) | 最受歡迎電視歌曲 (Ca khúc truyền hình được yêu thích nhất) | "造夢時學會飛行" (Học Được Cách Bay Khi Theo Đuổi Ước Mơ) | Đoạt giải | Cùng các học viên Thanh Mộng Truyền Kỳ khác |
| 2021 | 萬千星輝頒獎典禮2021 (Lễ Trao Giải Thường Niên TVB Năm 2021) | 最受歡迎電視歌曲 (Ca khúc truyền hình được yêu thích nhất) | "Hands Up"                                                | Top 10    | Cùng Chiêm Thiên Văn, Văn Khải Đình, Diêu Trác Phi |
| 2021 | 萬千星輝頒獎典禮2021 (Lễ Trao Giải Thường Niên TVB Năm 2021) | 最受歡迎電視歌曲 (Ca khúc truyền hình được yêu thích nhất) | "Đoạt Kim"                                                | Đề cử     | Cùng các huấn luyện viên ca sĩ và học viên ca sĩ của Thanh Mộng Truyền Kỳ |
| 2021 | 萬千星輝頒獎典禮2021 (Lễ Trao Giải Thường Niên TVB Năm 2021) | 最受歡迎電視歌曲 (Ca khúc truyền hình được yêu thích nhất) | "Mộng"                                                    | Đề cử     | Cùng Chiêm Thiên Văn, Diêu Trác Phi |
| 2021 | 萬千星輝頒獎典禮2021 (Lễ Trao Giải Thường Niên TVB Năm 2021) | 最受歡迎電視歌曲 (Ca khúc truyền hình được yêu thích nhất) | "Không Muốn Nằm Yên"                                      | Đề cử     | Ca khúc nhạc phim cá nhân đầu tiên của Yumi được đề cử tranh giải tại hạng mục "Ca khúc truyền hình được yêu thích nhất " của TVB (đồng thời là ca sĩ đầu tiên xuất thân từ Thanh Mộng được đề cử cho hạng mục này ở vai trò cá nhân) |